# Ogre de la Caputxa Negra
L'Ogre de la Caputxa Negra és una criatura aterridora que porta la cara tapada i s'emporta a tots els xiquets que troba pel camí. Viu a un palau on amaga un tresor i una princesa encantada que si ix del palau es converteix en sirena. Se’l pot matar fent que la llum del sol li pegue a la cara.
Francesc Gisbert ens conta que la clau del palau on viu la du sempre penjada al coll per evitar robatoris.